# 巴特萨尔茨代特富特
巴特萨尔茨代特富特（德語：Bad Salzdetfurth，發音：[baːt zaltsˈdɛtfʊʁt] ⓘ）是德国下萨克森州希尔德斯海姆县的城市，面积67.2平方千米，2023年12月31日人口为13,523人。